# Гай Целій Кальд (квестор)
Гай Целій Кальд (*Gaius Caelius Caldus, прибл. 80 до н. е. — після 49 до н. е.) — політичний та військовий діяч Римської республіки.

## Життєпис
Походив з роду Целіїв. Син Луція Целія Кальда, септемвіра епулона, і онук Гая Целія Кальда, консула 94 року до н. е. У 51 році до н. е. обіймав посаду монетарія, карбував монети, що прославляють членів свого роду. У 50 році до н. е. обирається консулом. Як жереб отримує службу в Кілікії при Марку Туллії Цицероні. Кальд прибув до Кілікії в липні, а 30 липня Цицерон виїхав до Риму, залишивши Кальда на чолі провінції, хоча це призначення викликало сумнів через недосвідченість Гая Целія і відсутність у нього здібностей до керування. У 49 році до н. е. був змінний пропретором Публієм Сестієм.
Того ж року приєднався до військ Гнея Помпея Великого у громадянській війні проти гая Юлія Цезаря. Ймовірно загинув під час цієї війни.